# Фосфат железа(III)
Фосфат железа(III) — неорганическое соединение, соль металла железа и ортофосфорной кислоты с формулой FePO4,
жёлтые кристаллы,
не растворимые в воде,
образует кристаллогидраты.

## Получение
- Обработка растворов солей железа(III) гидрофосфатом натрия в присутствии ацетата натрия:

{\displaystyle {\mathsf {FeCl_{3}+Na_{2}HPO_{4}+NaCH_{3}COO\ {\xrightarrow {}}\ FePO_{4}\downarrow +3NaCl+CH_{3}COOH}}}
{\displaystyle {\mathsf {Fe_{2}(SO_{4})_{3}+2K_{3}PO_{4}\ \xrightarrow {} \ 2FePO_{4}+3K_{2}SO_{4}}}}

## Физические свойства
Фосфат железа(III) образует жёлтые кристаллы
тетрагональной сингонии,
параметры ячейки a = 0,5035 нм, c = 0,5589 нм.
При 600°С происходит фазовый переход в
гексагональную сингонию,
параметры ячейки a = 0,504 нм, c = 0,562 нм.
При 950°С происходит фазовый переход в
ромбическую сингонию.
Не растворяется в воде, p ПР = 21,89.
Образует кристаллогидрат состава FePO4•2H2O (по другим данным FePO4•2½H2O),
который встречается в природе в виде минералов штренгит и меташтренгит.
Кристаллогидрат образует кристаллы
ромбической сингонии,
пространственная группа P bca,
параметры ячейки a = 0,9926 нм, b = 0,8619 нм, c = 0,9976 нм.

## Химические свойства
- Кристаллогидрат при нагревании теряет воду:

{\displaystyle {\mathsf {FePO_{4}\cdot 2H_{2}O\ {\xrightarrow {400^{o}C}}\ FePO_{4}+2H_{2}O}}}
- С фосфорной кислотой образует кислые соли:

{\displaystyle {\mathsf {FePO_{4}+2H_{3}PO_{4}\ {\xrightarrow {}}\ Fe(H_{2}PO_{4})_{3}}}}

## Применение
- В фармакологии — гомеопатический препарат.
- В качестве моллюскоцида.